# Generic Workflow Description Language
Die Generic Workflow Description Language (GWorkflowDL) ist eine XML-basierte Sprache zur Beschreibung von Geschäftsprozessen und ausführbaren Prozessen.

## Übersicht
Die GWorkflowDL wird seit 2001 vom Fraunhofer-Institut für Rechnerarchitektur und Softwaretechnik entwickelt und basiert auf High Level Petrinetzen. Die Aktivitäten eines Prozesses werden durch Transitionen und die Daten durch die Marken eines Petri-Netzes repräsentiert. Ziel der GWorkflowDL ist neben der Modellierung und Analyse von Prozessen deren Ausführung und Überwachung. Mit der GWorkflowDL können der Kontrollfluss sowie der Datenfluss von Prozessen modelliert werden.
Im Vergleich zu anderen etablierten Sprachen zur Modellierung von Prozessen, wie zum Beispiel EPK oder BPMN, hat die GWorkflowDL eher formelle Eigenschaften, da sie gleichermaßen abstrakte Geschäftsprozesse als auch technische, ausführbare Prozesse abbildet. Bei der Ausführung der Prozesse liegt der Schwerpunkt auf verteilten Systemen – wie zum Beispiel Multicore-Rechner, Computercluster, Grid-Computing- und Cloud-Computing-Umgebungen sowie Dienstorientierte Architekturen – deren verteilte Prozesse besonders gut durch Petri-Netze darstellbar sind.
Durch geeignete Ergänzungen lassen sich etablierte Geschäftsprozessmodellierungssprachen in die GWorkflowDL überführen.

## Werkzeuge
- Generic Workflow Execution Service (GWES): Dienst zur Ausführung von GWorkflowDL-Prozessen[5]